# 크루저 (모터사이클)

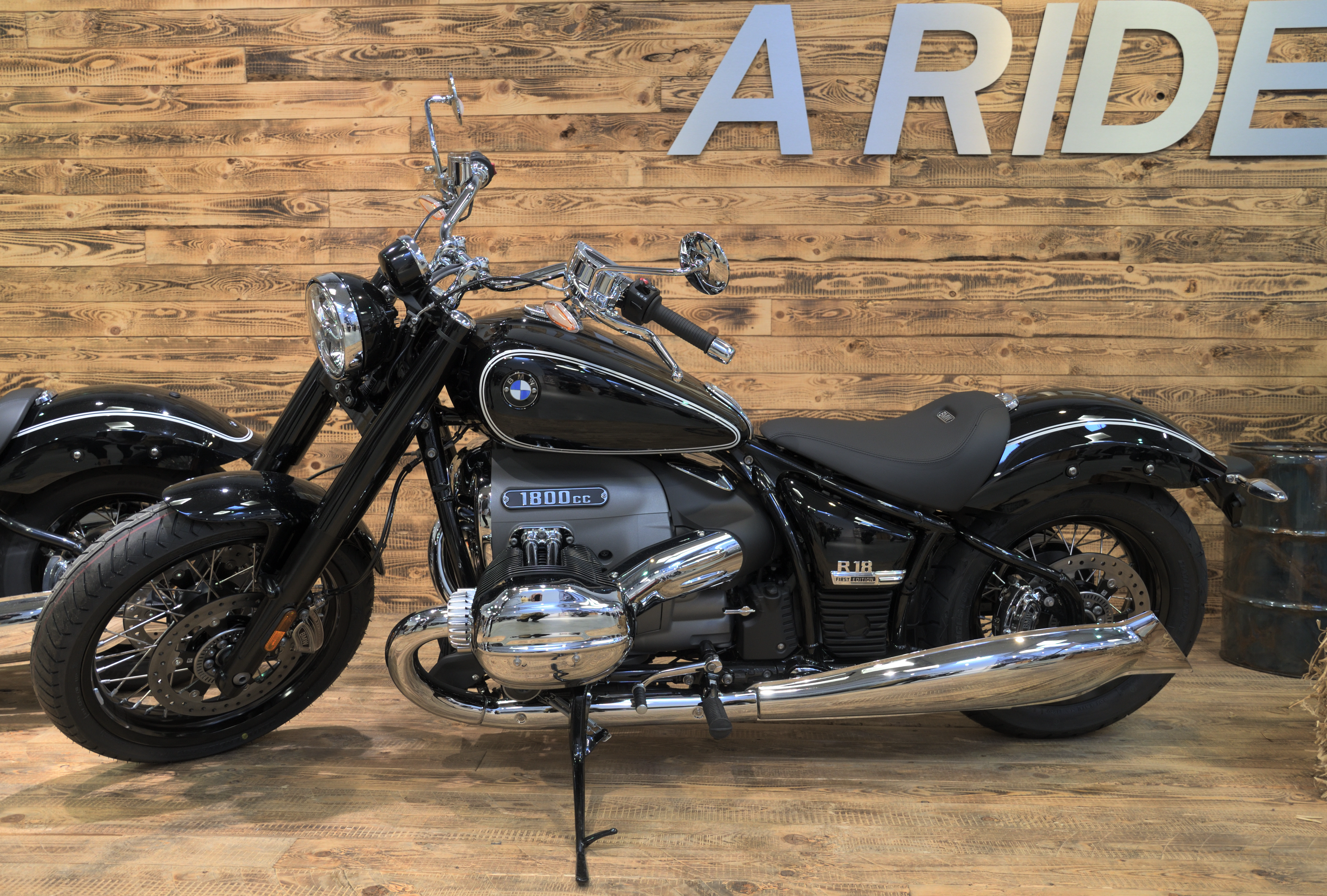
BMW R18 크루저

크루저(Cruiser)는 모터사이클의 한 종류로, 할리데이비슨 등의 미국제 모터사이클에 대표되는 특징적인 외관이나 구조를 가진 모터사이클을 가리킨다. 한국과 일본에서는 아메리칸이나 아메리칸 바이크라고도 불린다.